# Кореница (Кривогаштани)
Кореница је насеље у Северној Македонији, у средишњем делу државе. Кореница припада општини Кривогаштани.

## Географија
Насеље Кореница је смештено у средишњем делу Северне Македоније. Од најближег већег града, Прилепа, насеље је удаљено 20 km западно.
Кореница се налази у западном делу Пелагоније, највеће висоравни Северне Македоније. Насељски атар је на истоку равничарски, без већих водотока, док се ка западу издижу прва брда планине Баба. Надморска висина насеља је приближно 630 метара.
Клима у насељу је континентална.

## Становништво
По попису становништва из 2002. године, Кореница је имала 62 становника.
Претежно становништво су Македонци (100%).
Већинска вероисповест у насељу је православље.